# Ген-кандидат

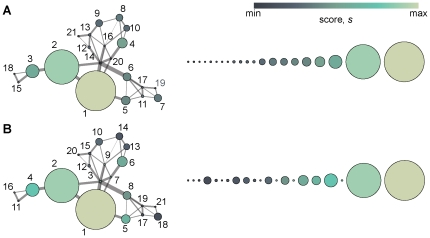
Ранжирование генов-кандидатов заболеваний на основе данных по экспрессии генов и белок-белковых взаимодействий, с использованием метода центральности узла по Кацу

Ген-кандидат — ген, который может быть связан с проявлением сложного признака либо с возникновением заболевания.

## Методы определения
Ряд методов даёт возможность выявить участки хромосом, ассоциированные с той или иной болезнью, генные чипы (технология microarray) позволяют сузить диапазон поиска, а знание функций белка, кодируемого ге́ном, и другие свидетельства позволяют строить предположения о его возможной роли в патологическом процессе и влиянии на фенотип организма.

## Области применения
При изучении сложных заболеваний с неясной этиологией, например шизофрении и болезни Альцгеймера, в списки кандидатов зачастую попадают десятки генов.
Поиск генов-кандидатов и их дальнейшее использование в выявлении генетических ассоциаций являются также неотъемлемой частью генетических исследований в других областях биологии и на сельскохозяйственных видах.

## Базы данных
Созданы сайты, содержащие базы данных по генам-кандидатам сложных расстройств и заболеваний:
- Форум исследования болезни Альцгеймера
- Форум исследования шизофрении